# Аборти в Ємені

Правовий статус абортів у світі:
Легальний
Легальний при зґвалтуванні та за медико-соціальними показниками
Легальний у випадках (або заборонений, окрім випадків) зґвалтування, медико-соціальних протипоказань
Заборонений, окрім випадків зґвалтування та медико-соціальних протипоказань
Заборонений, окрім випадків загрозі життя матері, та при наявності психічних і патологічних протипоказань
Заборонений без виключень
Відмінності за регіонами
Відсутні дані

Як в Південному, так і в Північному Ємені, аборт виконується лише для того, щоб врятувати життя вагітної жінки. Це відповідає ісламському праву (яке взагалі забороняє аборти). Ємен має найвищий рівень смертності матерів при пологах на Близькому Сході та один з найвищих рівнів народжуваності в регіоні.